# Alfred Adler
Alfred Adler, avstrijski doktor medicine in psiholog, * 7. februar 1870, Rudolfsheim, Avstro-Ogrska, † 28. maj 1937, Aberdeen, Škotska, Združeno kraljestvo.
Adler je ustanovitelj psihološke šole, imenovane individualna psihologija.